# Ultimate Play The Game
Ultimate Play The Game (или просто Ultimate) је произвођач видео-игара из времена бума кућних рачунара 80-их година 20. века. Ultimate Play The Game је била трговачка марка фирме Ashby Computers & Graphics Ltd (ACG), основана 1982. године од стране Тима и Криса Стампера. Ultimate је објавила више изузетно популарних наслова за Sinclair ZX Spectrum, Commodore 64, Amstrad CPC, MSX и BBC Micro.
1988. године Ultimate мења назив у Rare и бави се само издавањем наслова за конзоле Nintendo. 2002. године фирму Rare купује Мајкрософт за 375.000.000 долара.

## Игре
Списак видео-игара фирме Ultimate:
- Alien 8 (1985) — ZX Spectrum, BBC Micro, Amstrad CPC, MSX
- Atic Atac (1983) — ZX Spectrum, BBC Micro
- Blackwyche (1985) — Commodore 64
- Bubbler (1987) — ZX Spectrum, Amstrad CPC, MSX
- Cookie (1983) — ZX Spectrum
- Cyberun (1986) — ZX Spectrum, Amstrad CPC, MSX
- Dragon Skulle (1985) — Commodore 64
- Entombed (1985) — Commodore 64
- Gunfright (1986) — ZX Spectrum, Amstrad CPC, MSX
- Imhotep (1985) — Commodore 64
- Jetpac (1983) — ZX Spectrum, BBC Micro, Commodore VIC-20
- Jetpac Refuelled (2007) — Xbox Live Arcade
- Knight Lore (1984) — ZX Spectrum, BBC Micro, Amstrad CPC, MSX, Famicom Disk System
- Lunar Jetman (1983) — ZX Spectrum, BBC Micro
- Martianoids (1987) — ZX Spectrum, Amstrad CPC
- Mire Mare (није опубликована)
- Nightshade (1985) — ZX Spectrum, Amstrad CPC, BBC Micro, MSX, Commodore 64
- Outlaws (1985) — Commodore 64
- Pentagram (1986) — ZX Spectrum, MSX
- Pssst (1983) — ZX Spectrum
- Sabre Wulf (1984) — ZX Spectrum, BBC Micro, Amstrad CPC, Commodore 64, позже GBA (2004)
- Solar Jetman: Hunt for the Golden Warpship — NES
- The Staff of Karnath (1985) — Commodore 64
- Tranz Am (1983) — ZX Spectrum
- Ultimate Play The Game: The Collected Works (1988) — компилација 11 игара за ZX Spectrum
- Underwurlde (1984) — ZX Spectrum, Commodore 64